# Borgo Pinti
Le Borgo Pinti est une rue de la ville de Florence alignée sur l'axe Nord-Sud (vers Fiesole) de son centre historique, à la limite des anciennes murailles de la ville, et de la Porta a Pinti (détruite).

## Toponymie
Son nom vient probablement d'abord de sa proximité des limites médiévales de la ville (borgo) suivie de la contraction de ripinti (de ripentite « les repenties ») car un couvent local, le Monastero delle Donne di Penitenza, s'occupait de la réinsertion des «  filles perdues ».

## Monuments proches
- L'ex-monastère des Candeli contenant dans l'ancien réfectoire le Cenacolo di Candeli de Giovanni Antonio Sogliani.
- L'ex-monastère San Silvestro
- Église Santa Maria Maddalena dei Pazzi (Crucifixion du Pérugin dans la salle capitulaire).
- Cimetière des Anglais (hors les murs), au milieu du Piazzale Donatello, sur le boulevard extérieur ceinturant la ville depuis le Risanamento (réorganisation urbanistique du XIXe siècle).
- le  Palazzo Roffia au n° 13,
- le  Palazzo Quaratesi au n° 26 (élément d'architecture de  Giambologna)
- le Palazzo Marzichi-Lenzi au n° 27,
- le Palazzo Caccini au n° 33,
- le  Palazzo Ximenes da Sangallo au n° 68,
- le Palazzo della Gherardesca
- le  Casino Salviati, devenu palace 4 étoiles sous le nom de Casino Salviati-Borghese palace avec son  Giardino del Borgo (it)